# Zhou Can
Zhou Can (Zhou est le nom de famille), né le 20 mai 1979, est un athlète chinois, spécialiste du saut en longueur. Son club est le Hunan.

## Carrière

### Palmarès
| Année | Compétition         | Lieu    | Résultat | Performance |
| ----- | ------------------- | ------- | -------- | ----------- |
| 2003  | Championnats d'Asie | Manille | 2e       | 8,11 m      |
| 2005  | Championnats d'Asie | Incheon | 3e       | 7,83 m      |

### Records
| Épreuve          | Performance | Lieu   | Date            |
| ---------------- | ----------- | ------ | --------------- |
| Saut en longueur | 8,22 m      | Suzhou | 9 juin 2007     |
| Triple saut      | 15,24 m     | Annecy | 31 juillet 1998 |

| Épreuve          | Performance | Lieu    | Date            |
| ---------------- | ----------- | ------- | --------------- |
| Saut en longueur | 8,13 m      | Tianjin | 18 février 2004 |